# Glipostena
Glipostena là một chi bọ cánh cứng trong họ Mordellidae.
Chi này được miêu tả khoa học năm 1941 bởi Ermisch.

## Các loài
Chi này gồm các loài:
- Glipostena congoana Ermisch, 1952
- Glipostena dimorpha Franciscolo, 1999
- Glipostena hogsbacki Franciscolo, 1999
- Glipostena medleri Franciscolo, 1999
- Glipostena nemoralis Franciscolo, 1962
- Glipostena nigricans Franciscolo, 2000
- Glipostena pelecotomoidea (Píc, 1911)
- Glipostena sergeli Ermisch, 1942